# Wilhelm Amandus Beer
Wilhelm Amandus Beer (Francoforte sul Meno, 9 agosto 1837 – Francoforte sul Meno, 19 gennaio 1907) è stato un pittore tedesco.

## Biografia
Intraprese gli studi d'arte con Anton Radl, poi fino al 1868 studiò allo Städelsches Kunstinstitut sotto la guida di Jakob Beckler e Eduard von Steinle. Dopo essersi perfezionato ad Anversa e a Parigi, iniziò a dipingere secondo lo stile della scuola di Düsseldorf, ma presto inaugurò una lunga serie di viaggi in Russia che lo portarono a ritrarre scene della vita popolare locale. Fu apprezzato proprio per questi ultimi lavori, che produsse sia ad olio che ad acquerello. Nel 1870 tornò a Francoforte, dove insegnò allo Städelsches Kunstinstitut dal 1897 fino alla sua morte.
Gran parte delle sue opere sono conservate presso collezioni private, soprattutto a Francoforte. Nel 1907 si tenne una mostra commemorativa alla Frankfurter Kunstverein. Presso lo Städelsches Kunstinstitut è conservato il quadro Mercato annuale a Jelna (1872), mentre numerosi disegni si possono ammirare alla Frankfurter Künstlergesellschaft.